# Lucilo del Castillo
Lucilo del Castillo (Paraná, Entre Ríos, Argentina, 30 de octubre de 1838 - Buenos Aires, Argentina, 1914) fue un médico argentino que participó en la guerra del Paraguay; además, realizó numerosas operaciones que fueron difundidas en publicaciones especializadas.

## Infancia y juventud
Lucilo del Castillo nació el 31 de octubre de 1838 en la localidad entrerriana de Paraná. Era hijo de Vicente del Castillo, quien fuera el último ministro de hacienda de la Confederación Argentina, y de Juana Felipa Migueles. Había casado con doña Vitalia Arce, con quien tuvo siete hijos. Ya viudo, contrajo segundas nupcias con doña Estela Lugones, con quien no tuvo descendencia.

## Biografía
Del Castillo cursó sus estudios en el Colegio Nacional de Concepción del Uruguay, creado por Justo José de Urquiza. Se graduó de médico en la Facultad de Medicina que funcionaba en el Hospital General de Hombres, en 1870. Posteriormente actuó como director del Hospital y Lazareto anexo de Tuyú Cué durante la guerra del Paraguay, asistiendo a los soldados afectados por el cólera. Esta experiencia en el campo de batalla le permitió elaborar su tesis doctoral, la cual se tituló Enfermedades reinantes en la campaña del Paraguay.
Durante la epidemia de fiebre amarilla que azotó Buenos Aires en 1871, del Castillo dirigió el lazareto en la ciudad. Dos años más tarde, durante la epidemia de cólera, fue director del lazareto establecido al norte de la ciudad. También actuó en la epidemia de cólera que tuvo lugar entre 1886 y 1887, desde la Dirección Nacional de Lazaretos que comprendía el Lazareto de Martín García, el Lazareto Flotante Patacho General Villegas y el Lazareto de la Boca del Riachuelo, promoviendo los postulados modernos para evitar el contagio e insistiendo que además del aislamiento debía practicarse la desinfección.
Realizó importantísimas operaciones. Salvó la vida del eximio pintor Cándido López, practicándole dos amputaciones en su mano derecha. Con el Dr. Rafael Herrera Vegas intervino a la niña Lola Paredes, abriendo el pulmón izquierdo debajo de la punta del corazón. Al escritor español José Fernández Espadero le intervino la mano derecha. También operó a su amigo, el general Emilio Mitre, quien sufría de un aneurisma en la arteria ilíaca externa. Estas operaciones alcanzaron notoriedad y fueron difundidas en publicaciones especializadas.
También fue médico del asilo maternal de las Damas de San Vicente de Paul donde prestó servicios desinteresadamente durante 18 años. Entre sus publicaciones se destacan: Memoria de la Dirección Nacional de Lazaretos Año 1887; Enfermedades reinantes en la Campaña del Paraguay (dos ediciones: 1870 y 1892); Un raro caso de histerismo complicado con extraordinarios fenómenos físico-morales (1877). Del Castillo falleció en Buenos Aires en 1914.